# Pelargonium frutetorum
Pelargonium frutetorum är en näveväxtart som beskrevs av Robert Allen Dyer. Pelargonium frutetorum ingår i släktet pelargoner, och familjen näveväxter. Inga underarter finns listade i Catalogue of Life.